# Dauer 962 LM
Der Dauer 962 LM (Le Mans) ist ein von der Dauer Sportwagen GmbH hergestellter Sportwagen.

## Geschichte
Wegen des großen Erfolges des Rennfahrzeuges Porsche 962 hatte Porsche ein umfangreiches Kundenprogramm. Wie bei einem Serienfahrzeug, waren daher viele Komponenten „aus dem Regal“ zu beziehen. Auf dieser Basis baute Jochen Dauer einen Supersportwagen, den Dauer 962 LM. Im Jahr 1991 kaufte Dauer von Porsche zunächst fünf neue 962-Chassis mit den Nummern 169, 172, 173, 175 und 176. Aus dem Chassis mit der Nummer 169 wurde die erste in Gelb lackierte Straßenversion mit der neuen Nummer 001.
Die beiden ersten Rennversionen waren der von Shell gesponserte 002 (Chassis 173) und der von FAT international gesponserte 003 (Chassis 176). Der Wagen wurde erstmals 1993 auf der IAA in Frankfurt präsentiert. Sechs der Dauer 962 LM besitzt der Sultan von Brunei.

### Der Einsatz bei den 24 Stunden von Le Mans 1994
1994 wollte man bei den 24 Stunden von Le Mans nur noch GT-Fahrzeuge zulassen. Der Porsche 962 fiel als Gruppe-C-Sportwagen nicht in diese Klasse. Voraussetzung für eine Teilnahme in der GT1-Klasse war jedoch nur ein einziges straßenzugelassenes Modell. Der Start des Dauer 962 LM Sport war also möglich, da es für den Dauer LM eine Straßenzulassung gab.
Der Wagen mit der Seriennummer 003 wurde mit den Fahrern Yannick Dalmas, Hurley Haywood und Mauro Baldi an den Start gebracht und erreichte den Gesamtsieg. Der Wagen mit der Seriennummer 002 mit den Fahrern Hans-Joachim Stuck, Danny Sullivan und Thierry Boutsen fuhr auf den dritten Platz.

## Technik
Der Dauer 962 LM basiert im Wesentlichen auf dem Porsche 962, ist jedoch für den Straßenverkehr zugelassen. Eine Straßenzulassung war nur möglich, nachdem eine rückwärtsgerichtete Kamera eingebaut wurde, da die Sicht nach hinten sonst zu sehr eingeschränkt wäre. Der Motor ist ein 6-Zylinder-4-Ventiler-Boxermotor mit 2994 cm³ Hubraum. Die Zylinder sind luftgekühlt, die Zylinderköpfe wassergekühlt. Die Aufladung erfolgt über zwei Turbolader mit je einem Ladeluftkühler, wodurch eine Leistung von 537 kW (730 PS) bei 7600/min und ein Drehmoment von 700 Nm bei 5000/min erreicht wird. Das Fahrzeug beschleunigt damit aus dem Stand in 2,6 Sekunden auf 100 km/h und in 7,3 Sekunden auf 200 km/h, die Höchstgeschwindigkeit ist laut Fahrzeugschein bei 402 km/h erreicht.
Von unabhängiger Seite wurden 404,6 km/h gemessen. In Auto Bild Test&Tuning 7/2003 wurde der Dauer 962 als „schnellstes straßenzugelassenes Serienfahrzeug der Welt“ bezeichnet.
Insgesamt wurde aufgrund der vorhandenen Teile eine Gesamtproduktion von ca. 50 Stück für möglich gehalten. Es wurden etwa zwei Autos pro Jahr fertiggestellt. Bisher gibt es 13 Stück, wobei die bisher letzten Exemplare wohl aus dem Jahr 2002 stammen. Für das Jahr 2006 war ein überarbeitetes Modell angekündigt.
Die Bodenfreiheit ist hydraulisch per Knopfdruck regulierbar. Im Normalbetrieb senkt sich der Wagen bei 80 km/h automatisch etwas näher an die Straße. In der linken Türschwelle befindet sich ein kleiner „Kofferraum“. Es ist ein zweiteiliges Kofferset aus kohlenstofffaserverstärktem Kunststoff erhältlich, das den verfügbaren Platz optimal nutzt.

## Versionen
- Dauer 962 LM (Straßenversion)
- Dauer 962 LM Sport (Rennversion für Le Mans 1994)

Beide Versionen unterscheiden sich nur geringfügig. So hat die Rennversion einen flachen Unterboden, da das Reglement von Le Mans im Januar 1994 geändert und damit die ursprüngliche, Unterdruck erzeugende Unterbodenkonstruktion unzulässig wurde. Um dennoch reichlich Abtrieb zu haben, wurde ein zweiflächiger Heckspoiler angebracht, die Nase verlängert und das Heck vertieft. Weitere Modifikationen für das Rennen waren stärkere Bremsen und breitere Reifen (vorne 285/35 ZR 18 statt 265/35 ZR 18 und hinten 345/35 ZR 18 statt 285/40 ZR 18), zudem sank die Leistung wegen Einschränkungen durch das Reglement auf ca. 600 PS (441 kW). Im Gegensatz zur Rennversion kann die Straßenversion mit Extras wie einer Klimaanlage oder einem DVD-Player ausgestattet werden.
Die Straßenversion hat eine im Fahrzeugschein eingetragene Höchstgeschwindigkeit von 402 Kilometer pro Stunde, im November 1998 wurden auf der Volkswagen-Teststrecke bei Ehra-Lessien sogar offiziell 404,6 Kilometer pro Stunde gemessen. Die ca. 40 km/h mehr im Vergleich zur Rennversion erklären sich durch Mehrleistung, geringeren Abtrieb und den niedrigen cw-Wert von 0,31.